# 罗南·居斯坦
罗南·居斯坦（法語：Ronan Gustin，1987年8月17日—），法国击剑运动员，2011年世界锦标赛男子重剑团体金牌得主、2017年世界锦标赛男子重剑团体金牌得主、2019年世界锦标赛男子重剑团体金牌得主。